# Claus Costa
Claus Costa (* 15. Juni 1984 in Fürstenfeldbruck) ist ein ehemaliger deutscher Fußballspieler, ehemaliger Fußballtrainer und jetziger Direktor Profifußball beim HSV.

## Karriere
Costa begann seine Karriere in der Jugend des Tus Wengern, bevor er zu Borussia Dortmund wechselte. Zu Beginn der Saison 1998/99 kam er im Alter von 14 Jahren zum VfL Bochum, bei dem er nach Stationen bei der U-19 und der 2. Mannschaft schließlich den Sprung in die erste Mannschaft schaffte. Allerdings konnte er sich dort nicht durchsetzen.
Von 2006 bis 2011 stand der defensive Mittelfeldspieler bei Fortuna Düsseldorf unter Vertrag. Nachdem er zunächst nur Ergänzungsspieler und auch für die 2. Mannschaft der Fortuna aktiv war, konnte er in der Saison 2008/09 mit 25 Einsätzen und zwei Toren zum Aufstieg in die 2. Bundesliga beitragen.
Zur Saison 2011/12 wechselte er zum VfL Osnabrück, wo er einen Vertrag bis 2013 plus Option erhielt. Sein Pflichtspieldebüt für den VfL gab er am 23. Juli 2011 beim Auswärtsspiel gegen den SV Darmstadt 98, als er in der 80. Minute für Andreas Glockner eingewechselt wurde.
Zur Saison 2013/14 wechselte Costa zum Regionalligisten FC Viktoria Köln. Zum Ende der Saison 2015/16 beendete Costa seine Spielerkarriere und wurde zur Saison 2016/17 für eine Spielzeit Co-Trainer des Vereins.
Nachdem er anschließend als Scout für Bayer 04 Leverkusen tätig gewesen war, war er ab 2019 Leiter der Scoutingabteilung beim Hamburger SV. Seit März 2023 ist er Direktor Profifußball beim HSV.